# Триунфу (Параиба)
Триунфу (порт. Triunfo) — муниципалитет в Бразилии, входит в штат Параиба. Составная часть мезорегиона Сертан штата Параиба. Входит в экономико-статистический микрорегион Кажазейрас. Население составляет 9537 человек на 2006 год. Занимает площадь 222,947 км². Плотность населения — 42,8 чел./км².
Праздник города — 22 декабря.

## История
Город основан 20 декабря 1961 года. 

## Статистика
- Валовой внутренний продукт на 2003 год составляет 16 119 953,00 реалов (данные: Бразильский институт географии и статистики).
- Валовой внутренний продукт на душу населения на 2003 год составляет 1730,54 реалов (данные: Бразильский институт географии и статистики).
- Индекс развития человеческого потенциала на 2000 год составляет 0,580 (данные: Программа развития ООН).

## География
Климат местности: тропический.